# Basti (huyện)
Huyện Basti là một huyện thuộc bang Uttar Pradesh, Ấn Độ. Thủ phủ huyện Basti đóng ở Basti. Huyện Basti có diện tích 3034 ki lô mét vuông. Đến thời điểm năm 2001, huyện Basti có dân số 2068922 người.